# Шатава
Шатава — село в Дунаевецком районе Хмельницкой области.

Шатава (Шатов) — местечко Подольской губернии, Каменец-Подольского уезда, в 17 верстах к северо-востоку от уездного города, при речке Шатавке. 855 жителей, православная церковь, 2 еврейских молитвенных дома, народное училище, винокуренный завод.— Энциклопедический словарь Брокгауз и Ефрон.(СПб, 1899)
Село-спутник — Маков. На территории села находится православная церковь, кладбище, несколько продуктовых магазинов, аптека, промтовары. Есть ресторан. В селе работает своя школа, при ней есть краеведческий музей.